# Atimia esakii
Atimia esakii es una especie de escarabajo longicornio del género Atimia, tribu Atimiini, subfamilia Lamiinae. Fue descrita científicamente por Hayashi en 1974.
La especie se mantiene activa durante el mes de julio.

## Descripción
Mide 11,7 milímetros de longitud.

## Distribución
Se distribuye por China.